# فريديريك باستين
فريديريك باستين هو صحفي ومؤرخ كندي، ولد في 1969.